# Miss Mato Grosso 2019
Miss Mato Grosso 2019 foi a 60.ª edição do tradicional concurso de beleza feminina de Miss Mato Grosso, válido para o certame nacional de Miss Brasil 2019, único caminho para o Miss Universo.

## O evento
O concurso este ano contou com a participação de 19 candidatas em busca do título que pertencia à modelo altaflorestense Caroline Back Machado. A vencedora foi a Miss Rondonópolis, Ingrid Santin, com a Miss Querência, Luana Wegner, ficando em segundo lugar, e a Miss Sapezal, Nathalia Bovolon, na terceira colocação.
O evento foi realizado no Hotel Fazenda Mato Grosso, em Cuiabá.

## Candidatas
- Acorizal – Amanda Miranda Figueiredo[6]
- Campo Novo do Parecis – Bruna Figueredo[7]
- Campo Verde – Ingridy Trinanes[8]
- Chapada dos Guimarães – Letícia Perez[2]
- Cuiabá – Hiurika Pinheiro[9]
- Distrito do Coxipó do Ouro – Ana Karen Gomes[2][1]
- Lucas do Rio Verde – Leticia Sene de Barros[2]
- Nossa Senhora do Livramento – Natália Andressa Silva Gomes[10]
- Paranatinga – Leticia Stiirmer[2]
- Pedra Preta – Ingrid Giovanna[2]
- Poconé – Maythe Varzoni[11]
- Primavera do Leste – Karine Felippe[12]
- Querência – Luana do Prado Wegner[4]
- Rondonópolis – Ingrid Santin (vencedora)[13]
- Santo Antônio de Leverger – Thayna Melo[14]
- Sapezal – Nathalia Franzoi Bovolon[2]
- Sinop – Juliana Gvisdala[15]
- Tangará da Serra – Luiza Figueiredo[16][2]
- Várzea Grande – Keyth Ribeiro Bonfim[17][14]